# Kógon
Kógon (japonsky 光厳天皇, Kógon-tennó, 1. srpna 1313 – 5. srpna 1364) byl první panovník Severního dvora v období Nanbokučó. Vládl od roku 1331 do roku 1333. 
Princ, jehož osobní jméno (imina) před nástupem na trůn Severního dvora znělo Kazuhito-šinnó (量仁親王), byl třetím synem císaře Go-Fušimiho a adoptivním synem svého strýce, císaře Hanazonoa. 

## Události za Kógonova života
Roku 1326 byl princ Kazuhito jmenován korunním princem a dědicem císaře Go Daiga z linie Daikakudži (大覚寺). Toto označení pocházelo od šingonského chrámu Daikakudži, který byl klášterním sídlem císaře Go-Udy. Během svého života císař Kógon i jeho okolí věřili, že od 22. října 1331 do 7. července 1333 vládl na Chryzantémovém trůnu. V tomto období japonských dějin se na základě rozhodnutí šógunátu Kamakura na Chryzantémovém trůnu každých 10 let střídaly linie Daikakudži (linie císaře Go-Daiga) a linie Džimjóin (linie císaře Go-Sagy). To platilo do roku 1331, kdy se linie Daikakudži odmítla střídat s linií Džimjóin.
V roce 1331, když vyšel najevo druhý pokus císaře Go-Daiga o svržení šógunátu Kamakura, šógunátní vláda císaře zajala a poslala ho do vyhnanství na souostroví Oki. Následně dosadila 22. října na trůn prince Kazuhita jako císaře Kógona. Během svého exilu používal Císař Go-Daigo znak chryzantémy se 17 okvětními lístky. Roku 1333 se Go-Daigovi podařilo z ostrovů uprchnout, načež na hoře Sendžó v provincii Hóki shromáždil armádu. Mezitím se generál klanu Hódžó, Takaudži Ašikaga, rozkmotřil se svým klanem, prohlásil se za stoupence císaře Go-Daiga a vstoupil do jeho služeb v naději, že se stane šógunem. Ašikaga zaútočil na náčelníky šógunátu Kamakura v Kjótu a donutil je uprchnout na východ. Dne 7. července 1333 se Go-Daigo zmocnil Kógonova trůnu a pokusil se v rámci takzvané restaurace Kenmu (1333–1336) obnovit císařskou nadvládu. Jeho pokus se však nezdařil, protože se nespokojený Takaudži Ašikaga obrátil proti němu. 
Roku 1336 dosadil Ašikaga na trůn Kógonova mladšího bratra jako císaře Kómjóa. Go-Daigo uprchl do Jošina v provincii Jamato a pokračoval v nárokování trůnu. Založil přitom linii Daikakudži, jež vešla ve známost jako Jižní dvůr. Kómjóův dvůr zůstal v Kjótu a jeho linie Džimjóin vešla ve známost jako Severní dvůr či severní dynastie. Období Severního a Jižního dvora (Nanbokučó) trvalo v Japonsku až do roku 1392. 
V roce 1338 byl Takaudžimu Ašikagovi, potomku princů z rodu Minamoto, udělen titul sei-i taišógun, čímž vznikl Šógunát Ašikaga, který trval až do roku 1573.
V dubnu 1352 využil císař Go-Murakami z Jižního dvora sváru známého jako nepokoje Kannó, jenž probíhal v klanu Ašikaga, dobyl Kjóto a unesl odtud s sebou vysloužilé (severní) císaře Kógona, Kómjóa a také císaře Sukóa a korunního prince Tadahita. Všichni nakonec skončili v Anau, kde se tehdy nacházel Jižní dvůr. Císař Kógon byl poté držen po zbytek svého života v domácím vězení. V posledních letech svého života konvertoval k zenbuddhismu. Zemřel 5. srpna 1364.

## Rodina
Kógon měl 8 manželek, s nimiž zplodil 11 dětí, 4 syny a 7 dcer. První syn, císařský princ Okihito (興仁親王), se stal císařem Sukó (崇光天皇) a druhý syn, princ Ijahito (弥仁親王), se po bratrovi stal císařem Go-Kógonem.

## Rival z Jižního dvora
- Go-Daigo